# دولار 1804
كان دولار 1804 أو دولار الحرية المنحني عبارة عن عملة دولارية سكت بواسطة دار سك العملة الأمريكية، ومن المعروف أن هناك خمسة عشر عينة موجودة منها حتى الآن. رغم أن تاريخها يعود إلى عام 1804، إلا أنه لم يسك أي منها في ذلك العام؛ بل سكت جميعًا في ثلاثينيات القرن التاسع عشر أو بعد ذلك.اُنشات لأول مرة لاستخدامها في مجموعات العملات المعدنية الخاصة التي استخدمت كهدايا دبلوماسية خلال رحلات إدموند روبرتس إلى سيام ومسقط.
قام إدموند روبرتس بتوزيع العملات المعدنية في عامي 1834 و1835. طُلِِِب مجموعتين إضافيتين لمسؤولين حكوميين في اليابان وكوتشينشينا، لكن روبرتس توفي في ماكاو قبل أن تُسلم. بالإضافة إلى تلك الدولارات الصادرة عام 1804 والتي أُنتجت لتضمينها في المجموعات الدبلوماسية، قامت الدار بسك بعض النماذج التي أُستخدمت للتداول مع هواة الجمع مقابل القطع المرغوبة لخزانة العملات الخاصة بالدار. أصبح علماء العملات على دراية بالدولار الصادر عام 1804 لأول مرة في عام 1842، عندما ظهر رسم توضيحي لأحد الأمثلة في منشور كتبه اثنان من موظفي دار سك العملة. وفي وقت لاحق، قام أحد هواة الجمع بشراء نموذج واحد من دار سك العملة في عام 1843. استجابة للطلب المتزايد على العملات المعدنية، أُنتِجَ العديد من النماذج سراً من قبل مسؤولي دار سك العملة. وعلى عكس العملات الأصلية، فإن هذه القطع النقدية المعاد ضربها لاحقًا كانت تفتقر إلى الحروف الصحيحة للحافة، على الرغم من أن النماذج اللاحقة التي صُدرت من الدار كانت تحمل الحروف الصحيحة. العملات المعدنية المنتجة للبعثات الدبلوماسية، تلك التي سُكت سراً دون أحرف على الحافة، وتلك التي تحتوي على أحرف، تُعرف مجتمعة باسم دولارات "الفئة الأولى" و"الفئة الثانية" و"الفئة الثالثة" على التوالي.
منذ اكتشافها من قبل علماء العملات، حققت الدولارات الصادرة عام 1804 أسعارًا مرتفعة. وصلت أسعار المزادات إلى 1000 دولار بحلول عام 1885، وفي منتصف القرن العشرين، تجاوز سعر العملات المعدنية 30 ألف دولار. في عام 1999، بيع نموذج من الفئة الأولى بمبلغ 4.14 مليون دولار، وهو أعلى سعر دُفع مقابل أي عملة معدنية في ذلك الوقت. وقد أدت قيمتها المرتفعة إلى أن تكون الدولارات من فئة 1804 هدفًا متكررًا للتزوير وغيره من أساليب الخداع.

## خلفية

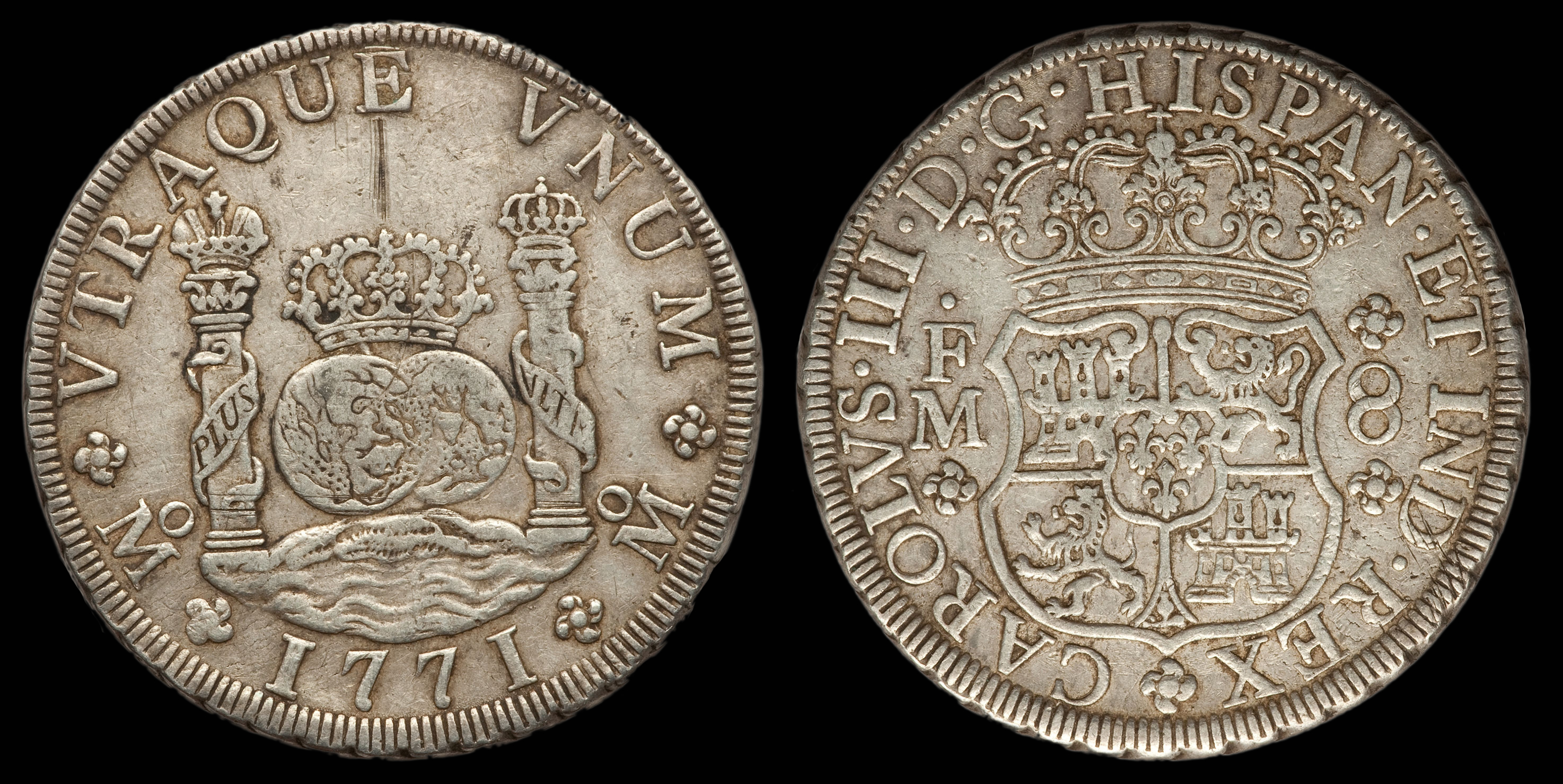
أُعلن الدولار الإسباني المضروب كعملة قانونية في الولايات المتحدة في عام 1793.

قانون سك العملة لعام 1792، التشريع الذي نص على إنشاء دار سك العملة في الولايات المتحدة (دار سك العملة في الولايات المتحدة اليوم)، سمح بسك عملات معدنية من فئات متعددة من الذهب والفضة والنحاس. وفقًا للقانون، كان من المفترض أن يكون الدولار، أو "الوحدة"، "بقيمة الدولار الإسباني المضروب كما هو الحال الآن، وأن يحتوي على ثلاثمائة وواحد وسبعين حبة وأربعة أجزاء من ستة عشر جزءًا من حبة الفضة النقية، أو أربعمائة وستة عشر حبة من الفضة القياسية". واستمر القانون في النص على أن العملة المعدنية سوف تُسك من سبيكة تتكون من 89.2 بالمائة من الفضة و10.8 بالمائة من النحاس. استندت معايير النقاء والوزن الموضحة في القانون إلى متوسط العديد من الاختبارات التي أجريت على الدولارات الإسبانية المضروبة. ومع ذلك، كان من المفترض بموجب القانون الإسباني أن تحتوي الدولارات على 90.2 في المائة من الفضة، وكانت معظم النماذج غير المستخدمة المتداولة في الولايات المتحدة في ذلك الوقت تحتوي على ما يقرب من 1.75 grain (0.113 غ) أكثر من الدولارات الفضية المسموح بها بموجب القانون. في عام 1793، وقع الرئيس جورج واشنطن على مشروع قانون أعلن أن الدولارات الإسبانية المضروبة هي عملة قانونية، بشرط ألا يقل وزنها عن 415 grain (26.9 غ) وهذا يعني أنه عند أدنى وزن يسمح به القانون، فإن الدولارات الإسبانية سوف تحتوي على ما يقرب من 0.5 في المائة أقل من الفضة من عملات الدولار الأمريكي. ونتيجة لذلك، أُرغمت الدولارات الفضية الأمريكية والدولارات الإسبانية غير المستعملة على الخروج من التداول إلى حد كبير وفقًا لقانون جريشام؛ حيث شُحنت الدولارات الإسبانية الأخف وزنًا بكميات كبيرة للتداول في الولايات المتحدة، بينما سُلمت القطع الأثقل وزنًا إلى دار سك النقود في فيلادلفيا لإعادة صكها إلى عملات الولايات المتحدة للاستفادة من الاختلاف في الوزن. في ذلك الوقت، كانت سبائك الفضة تُزود دار السك حصريًا من قبل المودعين من القطاع الخاص، والذين، وفقًا لقانون سك العملات لعام 1792، كان لهم الحق في سك سبائكهم مجانًا. وبما أن العملات الفضية الكبيرة كانت الطريقة المفضلة للتجارة في جميع أنحاء العالم، وخاصة في الصين، فقد صُدرت عدد كبير من الدولارات الأمريكية التي طلبها أصحاب الودائع الفضية لتلبية هذا الطلب.

صدرت أول عملات الدولار، المعروفة باسم دولارات الشعر المتدفق، بواسطة دار سك العملة بداية من عام 1794. بحلول عام 1800، طلب أغلب المودعين أن تُسك سبائكهم على شكل دولارات فضية، والتي كانت تستخدم آنذاك تصميم التمثال النصفي المنسدل. وقد ساهم هذا في نقص العملات الصغيرة المتداولة، ونتيجة لذلك، أصبح الجمهور ينتقد الدار بشكل متزايد. بدأ مدير دار سك العملة إلياس بودينوت في تشجيع المودعين على قبول العملات الكسرية، وبدأ إنتاج الدولارات في الانخفاض مقارنة بالعملات الأصغر. توقف إنتاج العملات الدولارية في مارس 1804، على الرغم من أن تلك القطع كانت تحمل تاريخ 1803. في تقريره لعام 1805، ذكر مدير دار سك العملة روبرت باترسون أن "[سك] العملات المعدنية الصغيرة هو إجراء اُعتمد لاستيعاب البنوك والمودعين الآخرين، وبناءً على طلبهم الخاص، بهدف توفير إمدادات من العملات المعدنية الصغيرة، ومنع تصدير عملة الولايات المتحدة إلى الدول الأجنبية". وعلى الرغم من عدم سك أي منها لأكثر من عامين، فقد أوقف وزير الخارجية جيمس ماديسون رسميًا سك العملات المعدنية من الدولار الفضي في الأول من مايو 1806، موجهًا رسالة إلى باترسون:
سيدي: بناءً على عرض من مدير بنك الولايات المتحدة بشأن إجراء عمليات شراء كبيرة للدولارات التي سُكت في دار السك بغرض تصديرها، ونظرًا لأنه من المحتمل إجراء عمليات شراء وتصدير أخرى، أصدر الرئيس توجيهاته بأن تكون جميع الفضة التي سُكت في دار السك من فئات صغيرة، بحيث لا تتجاوز قيمة القطع الأكبر نصف دولار.

## إنتاج

### المهمة الدبلوماسية لإدموند روبرتس
في عام 1832، بدأ الشاحن التجاري إدموند روبرتس العمل كمبعوث إلى آسيا نيابة عن حكومة الولايات المتحدة، بهدف التفاوض على صفقات تجارية في المنطقة.  خلال مهمته، توصل إلى اتفاقيات مع كل من سعيد بن سلطان، سلطان مسقط وعمان، وفرا كلانج من سيام (تايلاند الحديثة)، وهو وزير مالية مهم في تلك الأمة. حصل روبرتس على بعض العناصر التي كان من المقرر تقديمها كهدايا للمسؤولين الذين كان يتفاوض معهم، لكنه وصفها بأنها "ذات جودة رديئة للغاية، وقيمة لا تذكر". بعد التصديق على المعاهدات في الولايات المتحدة، كان على روبرتس العودة إلى سيام ومسقط للحصول على موافقة ممثلي تلك الدول. في رسالة إلى وزارة الخارجية بتاريخ 8 أكتوبر 1834، ندد روبرتس بالهدايا التي حصل عليها من رحلته السابقة ووصفها بأنها غير كافية ومهينة لمضيفيه في الشرق. بالإضافة إلى العديد من العناصر الأخرى، طلب مجموعة من العملات المعدنية كهدية مناسبة لسعيد بن سلطان:
أنا في حيرة من أمري فيما يتعلق بمعرفة المواد التي ستكون أكثر قبولاً لدى السلطان، ولكنني أفترض أن مجموعة كاملة من العملات الذهبية والفضية والنحاسية الجديدة للولايات المتحدة مرتبة بشكل أنيق في علبة مغربية ثم يكون لها غطاء خارجي سيكون من المناسب إرسالها ليس فقط إلى السلطان، بل وإلى الآسيويين الآخرين.
في رسالة بتاريخ 11 نوفمبر 1834 أرسلت إلى مدير دار سك العملة صامويل مور، وافق وزير الخارجية جون فورسيث على اقتراح روبرتس وكتب:
أصدر الرئيس [ أندرو جاكسون ] توجيهاته بإرسال مجموعة كاملة من العملات المعدنية للولايات المتحدة إلى ملك سيام، ومجموعة أخرى إلى سلطان مسقط. لذلك، يرجى إرسال عينات مكررة من كل نوع مستخدم حاليًا، سواء من الذهب أو الفضة أو النحاس، إلى القسم لهذا الغرض.
كما وجه مور بتجهيز صندوقين من الجلد المغربي لحفظ العملات المعدنية. وأوضح أنه ينبغي أن يكون أحدهما باللون الأصفر، والآخر باللون القرمزي، وأنه يمكن سحب الأموال من الخزانة بقيمة الصناديق والعملات المعدنية. وفي وقت لاحق، في رسالة مؤرخة 2 ديسمبر 1834، وجه فورسيث مور إلى تضمين "الشعارات الوطنية" (بما في ذلك النسر والنجوم) على الجزء الخارجي من الحالات.
في كتابهما "الدولار الرائع لعام 1804"، يؤكد مؤرخو العملات إريك ب. نيومان وكينيث إي. بريسيت أن مشكلة نشأت في دار السك حول كيفية تفسير أمر فورسيث. وبما أن مراسلاته الأولية أشارت إلى أن المجموعات كانت ستشمل عملات معدنية من كل نوع كان مستخدمًا آنذاك، فقد ضم مسؤولو دار السك كل من الدولار الفضي والنسر الذهبي. رُفع الحظر المفروض على سك الدولار الفضي في عام 1831، ولكن لم يسك أي دولار منذ تلك التي صدرت في مارس 1804. أُنجزت مجموعتان من العملات المعدنية التي سكت بلمسة نهائية، و سُلمت مع صناديقها إلى روبرتس قبل وقت قصير من مغادرته على متن السفينة الحربية الأمريكية <i id="mwmw">بيكوك</i> في 27 أبريل 1835. تضمنت الدولارات مجموعات تحمل تصميم التمثال النصفي المنسدل، والذي يصور تمثيلًا رمزيًا للحرية على الوجه ونسرًا شعاريًا على الوجه الخلفي. كما أُقترح قائمة بالهدايا الدبلوماسية للبعثات إلى اليابان وكوتشين الصينية (جزء من فيتنام اليوم)، والتي تضمنت مجموعتين إضافيتين من العملات المعدنية.
قام روبرتس بتسليم المجموعة الأولى من العملات المعدنية إلى سعيد بن سلطان في الأول من أكتوبر عام 1835. قام بتسليم المجموعة التالية إلى الملك راما الثالث ملك سيام في العام التالي، في 6 أبريل توفي روبرتس في ماكاو في 12 يونيو 1836، قبل أن يتمكن من البدء في الاتصال بأية دولة أخرى. في 30 يونيو، كتب إدموند كينيدي، قائد الأسطول الدبلوماسي، إلى وزارة الخارجية أنه "أمر بإرسال الهدايا [التي لم تُهدَ بسبب وفاة روبرتس] إلى الولايات المتحدة". من المرجح أن مجموعات الأدلة المخصصة لمدينة كوشين الصينية واليابان كانت متضمنة في شحنة الهدايا المرتجعة. من المرجح أن جميع الدولارات المضروبة لتضمينها في مجموعات الهدايا الدبلوماسية يعود تاريخها إلى عام 1804. من غير المعروف سبب اختيار هذا التاريخ للدولارات، لكن مؤرخ العملات آر دبليو جوليان يشير إلى أنه ربما كان ذلك لمنع إثارة غضب هواة جمع العملات الذين لم يتمكنوا من الحصول على العملة التي تحمل تاريخ 1834 لمجموعاتهم؛ قرر كبير صُنّاع العملات آدم إيكفيلدت، بعد التشاور مع مور، عن طريق الخطأ أن 19570 دولارًا تحمل تاريخ 1804 قد سكت في ذلك العام. تُعرف الدولارات التي سكت لمجموعات الهدايا الدبلوماسية، فضلاً عن الأمثلة الأخرى التي ضُربت بنفس القوالب، بشكل جماعي باسم دولارات "الفئة الأولى" لعام 1804  في المجموع، هناك ثمانية عينات من هذا النوع معروفة اليوم.

### إعادة الضربات في وقت لاحق

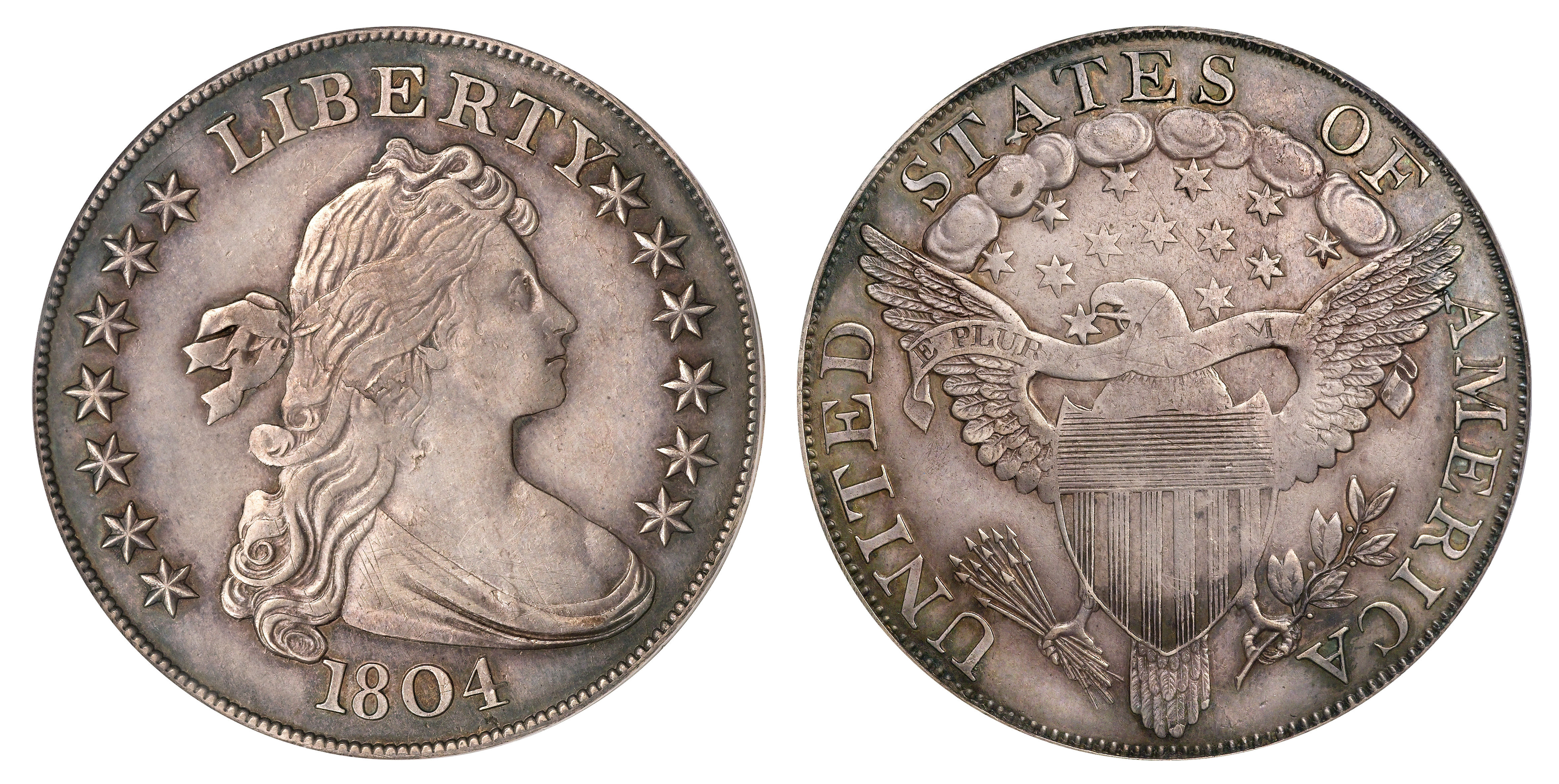
دولار من الفئة الثالثة يعود تاريخه إلى عام 1804

خلال القرن التاسع عشر، أنتج موظفو دار سك العملة نسخًا غير مرخصة من الميداليات والعملات المعدنية، وأحيانًا كانت مؤرخة بتواريخ سابقة. على الرغم من أن إعادة ضرب العملات المعدنية أُنشئت علنًا في دار سك النقود في فيلادلفيا منذ ثلاثينيات القرن التاسع عشر، إلا أن الممارسة أصبحت سرية بحلول نهاية الخمسينيات من القرن التاسع عشر. في العقود التي تلت إنتاج أول دولارات عام 1804، أصبح هواة جمع العملات على دراية بوجودها ورغبوا في الحصول عليها. سكت العديد منها في دار سك العملة في عام 1858. كانت تلك العملات المعدنية، التي أصبحت تُعرف باسم دولارات "الفئة الثانية" لعام 1804، ذات حواف عادية غير مكتوبة، على عكس الدولارات ذات الصدر المنسدل القياسية وتلك التي ضربت كهدايا دبلوماسية، والتي كانت جميعها تحمل أحرفًا على الحواف طبقت بواسطة آلة الصب. في عام 1859، طلب جيمس روس سنودن دون جدوى الحصول على إذن من وزير الخزانة لإنشاء أنماط وإعادة ضرب العملات النادرة للبيع لهواة الجمع، وفي ذلك العام، بدأ التجار في عرض دولارات 1804 ذات الحافة العادية للجمهور. عُرض ما لا يقل عن ثلاثة عملات للبيع من قبل تجار مختلفين في عام 1859، وادعى تاجر العملات إبينيزار لوك ماسون أن ثيودور إيكفيلدت، موظف في دار السك وابن شقيق آدم إيكفيلدت (الذي توفي في عام 1852)، عرض عليه ثلاثة عملات. بعد أن أصبح الجمهور على علم بأن مسؤولي دار سك العملة سمحوا بإعادة ضرب العملات، كانت هناك فضيحة صغيرة أدت إلى إجراء تحقيق في الكونجرس وتدمير قوالب العملات القديمة. دفع هذا الجدل ويليام إي. دوبوا، المسؤول عن دار سك العملة، إلى محاولة استعادة نماذج الدولار الصادر عام 1804 في أيدي القطاع الخاص في عام 1860.  وفقًا لدوبوا، كان من المعروف أن خمس عملات معدنية كانت مملوكة للقطاع الخاص، واستُردَّ أربع منها. صرح بأن ثلاثة منها دمرت في حضوره، وأضيفت واحدة إلى خزانة العملات المعدنية في دار السك (التي كان أمينًا عليها، والتي أصبحت اليوم المجموعة الوطنية للعملات المعدنية)، حيث لا تزال موجودة حتى اليوم. العملة المعدنية، التي تُعد العينة الوحيدة المعروفة من الفئة الثانية، سكت فوق عملة ثالر سويسرية للرماية تعود إلى عام 1857، والتي سكت لمهرجان الرماية الفيدرالي الذي أقيم في برن. العملة الخامسة، التي أشار إليها دوبوا، ليست معروفة حاليًا، على الرغم من أنه ربما كُتبت حرف على حافتها بعد استعادتها في محاولة لتمريرها على أنها أصلية. تُعرف العملات المعدنية التي تحتوي على أحرف إضافية باسم دولارات "الفئة الثالثة" الصادرة عام 1804. أُودِعَ القالب المستخدم في سك عملات الدولار من الفئة الثانية والفئة الثالثة لعام 1804 في صندوق أمانات في عام 1860، و دمر القالب الخلفي في ذلك العام. شوه الوجه الأمامي للعملة في عام 1869.

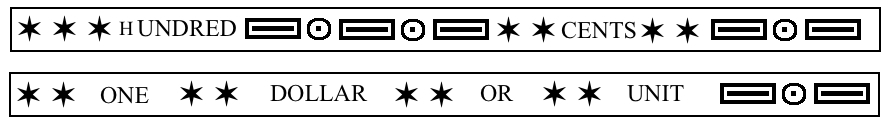
رسم توضيحي للحروف الموجودة على الحافة (في جزأين) والتي تظهر على عملات الدولار من الفئة الأولى والفئة الثالثة الصادرة في عام 1804

تعتبر دولارات الفئة الثالثة مماثلة لدولار الفئة الثانية، باستثناء وجود أحرف مماثلة لتلك الموجودة على دولارات الفئة الأولى على حافة العملات المعدنية. بناءً على المظهر المقعر قليلاً لدولارات الفئة الثالثة، فمن المرجح أن جميعها كانت تحمل أحرفًا حافة في مرحلة ما بعد الضرب؛ نظرًا لأن آلة الصب كان من المفترض استخدامها قبل الضرب، فإن استخدامها غير السليم أدى إلى تشوه سطح العملة المعدنية. يؤكد نيومان وبريست أن هذه العملات قد ضربت في نفس الوقت تقريبًا مع الدولارات من الفئة الثانية، وأن الحواف كانت تحمل حروفًا وكان موظفو دار السك يخفونها حتى عام 1869، عندما عُرضت واحدة على أحد هواة جمع العملات، الذي رفضها باعتبارها عملة ضُربت مرة أخرى. ومع ذلك، يعتقد عالم العملات إس. هدسون تشابمان أن بعض الدولارات من الفئة الثالثة ضُربت في وقت متأخر من عام 1876. في عام 1875، بيع العديد منها بواسطة تاجر العملات المعدنية في فيلادلفيا جون دبليو هاسلتين. هناك ستة عينات من الدولار من الفئة الثالثة معروفة اليوم.

## الاهتمام بالعملات

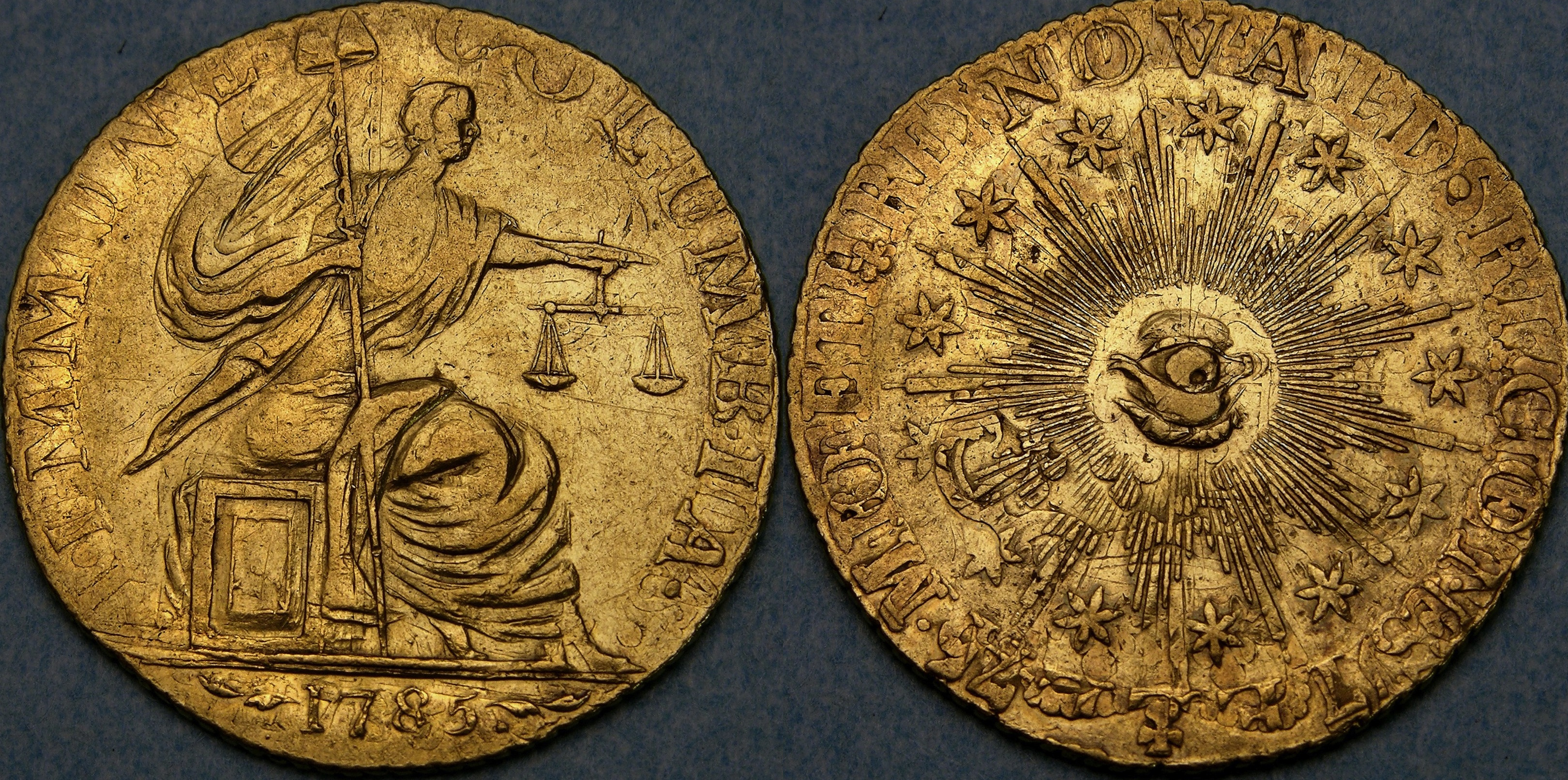
عملة كولومبيا المناعية المصنوعة من الذهب، والتي تم تداولها بواسطة ستيكني مقابل دولار عام 1804

أدرك هواة جمع العملات لأول مرة وجود الدولار الصادر عام 1804 في عام 1842، عندما ظهرت نسخة طبق الأصل من إحدى العينات في دليل العملات الذهبية والفضية لجميع الأمم، وهو عمل ألفه موظفو دار السك جاكوب ر. إيكفيلدت وويليام دوبوا. كان أول جامع خاص يحصل على مثال هو ماثيو أ. ستيكني، الذي حصل على العملة من دار السك في 9 مايو 1843، من خلال تداول بعض العملات النادرة من مجموعته، بما في ذلك عملة كولومبيا الفريدة من نوعها التي تعود إلى فترة مبكرة من الولايات المتحدة والتي ضربت بالذهب. بدأ الاهتمام بجمع العملات المعدنية والدولارات الصادرة عام 1804 في الازدياد، وبحلول عام 1860، حظيت الدولارات بتغطية واسعة النطاق من قبل علماء العملات. في عام 1885، وصف المزاد العلني دبليو إي وودوارد الدولار الصادر عام 1804 بأنه "ملك العملات"، وهو اللقب الذي لا يزال يحمله حتى اليوم. يؤكد مؤرخ العملات كيو ديفيد باورز أن الدولار الصادر عام 1804 اجتذب المزيد من الاهتمام مقارنة بأي عملة أخرى. جميع العينات الخمسة عشر الموجودة معترف بها ودراستها من قبل علماء العملات. عُرف عليهم من خلال الألقاب استنادًا إلى المالكين البارزين، أو الأفراد الأوائل المعروفين بامتلاكهم للعملات المعدنية.
في مؤتمر الجمعية الأمريكية لعلم العملات لعام 1962، أعلن عالم العملات البريطاني ديفيد ب. سبينك أنه يمتلك عينة من عملة الدولار التي تعود لعام 1804 والتي لم تكن معروفة من قبل. كانت العملة محفوظة في علبة جلدية صفراء منقوش عليها نسر وزخارف أخرى، مطابقة لوصف تلك المصنوعة لملك سيام. تتكون المجموعة من نصف سنت، وسنت، وعشرة سنتات، وربع سنت، ونصف دولار، ودولار، وربع نسر، ونصف نسر، ونسر. نظرًا لأن جميع العملات المعدنية في المجموعة كانت مؤرخة في عام 1834 باستثناء الدولار والنسر، فقد قدمت أول دليل قاطع على أن دولارًا يعود تاريخه إلى عام 1804 كان مدرجًا في مجموعات العرض الدبلوماسي. وفقًا لسبينك، عُرضت عليه المجموعة من قبل امرأتين كان يعتقد أنهما من نسل آنا ليونوينس، معلمة أطفال راما الرابع (الأخ غير الشقيق ووريث راما الثالث) والبطلة الخيالية للمسرحية الموسيقية الملك وأنا لرودجرز وهامرشتاين.

### سنوات الإنتاج
لم تُقبل حقيقة عدم سك أي دولارات في عام 1804 على نطاق واسع من قبل علماء العملات حتى أوائل القرن العشرين. قبل ذلك الوقت، ظل العام الفعلي الذي ضربت فيه هذه العملات محل خلاف بين علماء العملات. في وقت مبكر، افترض هواة جمع العملات أن الدولارات الصادرة في عام 1804 سُكت في عام 1804، فُسرت ندرتها من خلال نظريات مختلفة. انتشرت شائعات مختلفة حول أن الجزء الأكبر من العملة المسكوكة دُفعت إلى قراصنة بربريين كفدية، ثم فُقد في البحر في طريقه إلى الصين، ثم ذاب قبل مغادرة دار سك العملة في فيلادلفيا. في عام 1867، اعترف عالم العملات دبليو إليوت وودوارد بأن 1804 دولارات سُكت كهدايا دبلوماسية في عام 1834، لكنه اعتقد أيضًا أن عملات أخرى سُكت في عام 1804. صرح عالما العملات ليمان إتش لو وويليام تي آر مارفين، اللذان كتبا في مجلة علم العملات الأمريكية في عام 1899، بأن "المجلة تؤكد بثقة أنه لا يوجد دولار مؤرخ بعام 1804 سكَ في ذلك العام بواسطة دار سك العملة الأمريكية". في عام 1891، كتب عالم العملات جون إيه نيكسن أن دولارات الفئة الأولى لعام 1804 "سُكت بلا شك في عام 1804". في عام 1905، تراجع عن تأكيداته السابقة، قائلاً: "لا أحد يعتقد الآن أنها صيغت في عام 1804"
وفقًا لنيومان وبريست، فإن الطريقة التي أُنتجت فيها الدولارات لعام 1804 هي دليل على عدم سك أي دولار في عام 1804. ويشيرون إلى أن قوالب حواف آلة الصب استخدمت حرف "H" الذي كان أصغر حجمًا فيما يتعلق بالأحرف الأخرى، وهو نفس الحرف المستخدم في عملات الدولار ذات الصدر المنسدل طوال الإنتاج المنتظم لتلك العملات. ومع ذلك، فإن الحروف الموجودة على حافة جميع الدولارات من الفئة الأولى الصادرة عام 1804 مشوهة وممحية جزئيًا، مما يعني أنها لم تُضرب في مكبس عملات مفتوح الياقة كما كان مستخدمًا في عام 1804، بل في مكبس استخدم طوقًا فولاذيًا لم يُقدم إلى دار السك حتى عام 1833. كان سبب تشوه الحروف الموجودة على الحافة هو الضغط الذي يدفع المعدن المستخدم في العملة ضد طوق الفولاذ الذي يحتوي على قطعة العملة المعدنية. بالإضافة إلى ذلك، سُكت العديد من الدولارات الصادرة عام 1804 بلمسة نهائية تجريبية، وهي التقنية التي أُستخدمت لأول مرة في دار السك في عام 1817.

### أسعار البيع
منذ أن أصبح علماء العملات على دراية بالدولارات الصادرة عام 1804، كانت تحظى بأسعار مرتفعة، سواء فيما يتعلق بقيمتها الاسمية أو القيمة النقدية للدولارات الفضية الأخرى. أُحتفظ ببعض الأمثلة المبكرة في خزانة العملات المعدنية في دار السك لاستخدامها في التجارة، وفي عام 1859، بدأ التجار في عرض دولارات الفئة الثانية بسعر 75 دولارًا، بينما ورد أن ثيودور إيكفيلدت عرض على تاجر عملات في فيلادلفيا ثلاث عملات معدنية مقابل 70 دولارًا لكل منها. في عام 1883، ورد أن دولارًا من الفئة الثالثة شُرِيَ في فيينا مقابل. 740 دولارًا، و بيعَ عينة من الفئة الأولى في مزاد مقابل 1000 دولار في عام 1885 بواسطة هنري وصامويل إتش تشابمان. في عام 1903، بيعت إحدى هذه العملات مقابل 1800 دولار، ويقال إن نفس العملة بيعت مقابل 4250 دولار في عام 1941. في عام 1960، بيع دولار من الفئة الثالثة مقابل 28000 دولار في مزاد أجرته شركة ستاكس، وهي شركة عملات، ووصل سعر نفس العملة إلى 36000 دولار في مزاد آخر أجرته شركة ستاكس في عام 1963. بيعت عينة من الفئة الأولى بمبلغ 77500 دولار في مزاد ستاكس عام 1970، وخلال ارتفاع أسعار العملات عام 1980، بيعت عينة من الفئة الثالثة بمبلغ 400000 دولار بواسطة باورز ورودي جاليريز. وصل سعر أحد العملات من الفئة الأولى إلى 990,000 دولار في مزاد Superior Galleries في عام 1990، كما أصبح أحد العملات التي كان يمتلكها جامع العملات لويس إلياسبيرج أول دولار من عام 1804 يتجاوز مليون دولار في المزاد، حيث بيع بمبلغ 1,815,000 دولار في مزاد أجرته شركة Bowers and Merena, Inc. في عام 1997.
وصل السعر إلى أعلى مستوى له على الإطلاق في عام 1999، عندما بيعت أفضل عينة معروفة، والتي صُنفت بدرجة Proof-68 من قبل خدمة تصنيف العملات الاحترافية، والتي يُعتقد أنها كانت العينة المقدمة إلى سعيد بن سلطان، في مزاد علني بواسطة شركة Bowers and Merena مقابل 4,140,000 دولار. في وقت البيع، كان هذا هو أعلى سعر دُفع مقابل أي عملة. في عام 2008، بيعت نموذج من الفئة الأولى بواسطة Heritage Auctions مقابل 3,737,500 دولار، وبيعَ نموذج من الفئة الثالثة بواسطة نفس الشركة مقابل 2,300,000 دولار في عام 2009.

### التقليد والنسخ

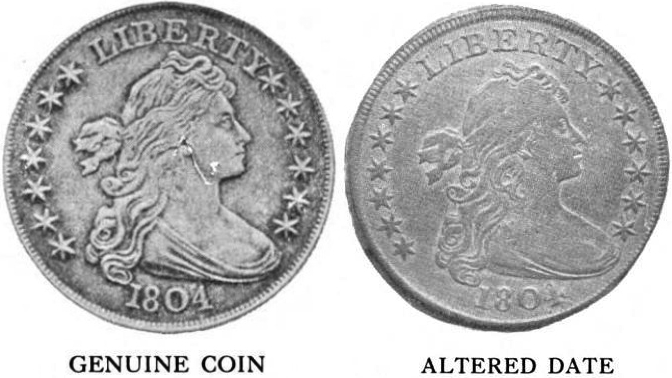
مقارنة بين دولار أصلي يعود تاريخه إلى عام 1804 وعينة تم تغيير تاريخها، من كتاب صدر عام 1910 حول موضوع العملات النادرة

أٌنشأت نسخ مزيفة ومقلدة من الدولار لعام 1804 منذ أن أصبح علماء العملات على دراية بالقيمة العالية للعملات المعدنية. قام جيمس أ. بولين، وهو جامع ميداليات وعملات معدنية قام بإنشاء نسخ من العملات المعدنية القيمة بين عامي 1862 و1869، بتصنيع دولار عام 1804 عن طريق تغيير الرقم الأخير في تاريخ نسخة أصلية من عام 1803. على الرغم من أن بولين أضاف اسمه إلى حافة العملة المعدنية، إلا أن مزورين آخرين صنعوا عملات معدنية ذات تاريخ متغير بهدف الخداع. اشترى الممثل المسرحي جون تي رايموند في القرن التاسع عشر عينة من العملة، والتي تبين لاحقًا أنها مزورة، مقابل 300 دولار. كانت جميع الدولارات الفضية المؤرخة بين عامي 1800 و1803 عرضة للتعديل إلى دولارات عام 1804، ولكن عام 1801 كان التاريخ الأكثر استخدامًا لهذا الغرض.
بالإضافة إلى التواريخ المتغيرة، أٌنشأت نماذج إلكترونية للدولار لعام 1804، سواء لأغراض الدراسة أو الاحتيال.  وصفت إحدى هذه العملات المعدنية الموجودة في مجموعة دار سك العملة في سان فرانسيسكو بأنها أصلية من عام 1887 إلى عام 1927. كما قام موظفو دار السك بإنشاء نماذج كهربائية، واستُخدم أحدها كأساس لنسخ البانتوغراف التي ظهرت في كتاب "دليل العملات الذهبية والفضية لجميع الأمم " الذي كتبه إيكفيلدت ودوبوا عام 1842.
كانت النسخ الأكثر حداثة، المعروفة باسم "نسخ سايجون"، تُعرض عادةً على الجنود الأمريكيين باعتبارها أصلية بأسعار منخفضة أثناء حرب فيتنام. في سايجون وغيرها من المدن الفيتنامية الجنوبية، وكذلك في تايلاند القريبة، عُرضت النسخ على أفراد الجيش من قبل البائعين الذين زعموا أحيانًا أنها إرث عائلي. في عام 2012، صرح مؤسس خدمة تصنيف العملات المعدنية الاحترافية ديفيد هول أن الدولارات المزيفة الصادرة عام 1804 كانت متاحة في هونج كونج منذ عقود.

## العينات المعروفة
| يكتب        | الوجه التمثيلي                                       | عكس تمثيلي                                       | ألقاب العينة                          |
| ----------- | ---------------------------------------------------- | ------------------------------------------------ | ------------------------------------- |
| الصف الأول  | The obverse of a coin depicting an allegorical woman | The reverse of a coin depicting a heraldic eagle | عينة خزانة النعناع/U. عينة من النعناع |
| الصف الأول  | The obverse of a coin depicting an allegorical woman | The reverse of a coin depicting a heraldic eagle | عينة ستيكني                           |
| الصف الأول  | The obverse of a coin depicting an allegorical woman | The reverse of a coin depicting a heraldic eagle | نموذج تقديم ملك سيام/نموذج سيام       |
| الصف الأول  | The obverse of a coin depicting an allegorical woman | The reverse of a coin depicting a heraldic eagle | نموذج تقديم سلطان مسقط/نموذج واترز    |
| الصف الأول  | The obverse of a coin depicting an allegorical woman | The reverse of a coin depicting a heraldic eagle | عينة دكستر                            |
| الصف الأول  | The obverse of a coin depicting an allegorical woman | The reverse of a coin depicting a heraldic eagle | عينة بارمالي ريد                      |
| الصف الأول  | The obverse of a coin depicting an allegorical woman | The reverse of a coin depicting a heraldic eagle | عينة ميكلي                            |
| الصف الأول  | The obverse of a coin depicting an allegorical woman | The reverse of a coin depicting a heraldic eagle | عينة كوهين                            |
| الصف الثاني | The obverse of a coin depicting an allegorical woman | The reverse of a coin depicting a heraldic eagle | عينة خزانة النعناع/U. عينة من النعناع |
| الصف الثالث | The obverse of a coin depicting an allegorical woman | The reverse of a coin depicting a heraldic eagle | عينة بيرج                             |
| الصف الثالث | The obverse of a coin depicting an allegorical woman | The reverse of a coin depicting a heraldic eagle | عينة آدمز                             |
| الصف الثالث | The obverse of a coin depicting an allegorical woman | The reverse of a coin depicting a heraldic eagle | عينة ديفيس                            |
| الصف الثالث | The obverse of a coin depicting an allegorical woman | The reverse of a coin depicting a heraldic eagle | عينة ليندرمان                         |
| الصف الثالث | The obverse of a coin depicting an allegorical woman | The reverse of a coin depicting a heraldic eagle | عينة دريفوس-روزنتال/عينة روزنتال      |
| الصف الثالث | The obverse of a coin depicting an allegorical woman | The reverse of a coin depicting a heraldic eagle | عينة خاملة                            |

## ملحوظات
1. ↑  Officially, Roberts was a "special agent", but he was described in a later State Department document as a "Special Envoy". Numismatic historian كوينتين ديفيد باورز  [لغات أخرى]‏ suggests that Roberts' original title may have been chosen to avoid intervention from Congress, as official ambassadors and envoys required approval by the مجلس الشيوخ الأمريكي.[14]
2. ↑  Although the dollars struck in 1804 bore the date 1803, the eagles struck in that year were not antedated.[19] Mintage of that denomination ceased because the intrinsic bullion value became higher than the face value of the coin.[18]
3. ↑  Moore consulted the Mint records, which indicated that 19,570 dollars were struck in 1804. However, those coins, struck from old dies as was common practice at the time, were dated 1803.[27]
4. ↑  The issue of when dollar coin mintage actually ceased was further confused by a later misreading of Patterson's 1806 annual report to Congress, which erroneously suggested that 321 were coined in 1805.[28] In reality, the coins listed were struck earlier and included as part of a bullion deposit routed through the Mint.[29]
5. ↑  There were two empty openings in the case: one the size of a half dime, and another the size of a quarter eagle.[52] The extra opening may have been used for a quarter eagle inscribed "E PLURIBUS UNUM", which was removed from that denomination in 1834;[53] The quarter eagle utilized for the set was an example which lacked the motto.
6. ↑  Electrotypes were created by making a wax impression of both sides of the coin, coating the impressions with graphite, then submerging them in a plating solution. Copper in the solution was deposited into the impressions, creating reproduction of the obverse and reverse, which were then joined together.[78]

## فهرس
- Albanese، Dean (2009). King of Eagles: The Most Remarkable Coin Ever Produced by the U.S. Mint (ط. First). New York, New York: Harris Media. ISBN:978-0-9799475-2-0.
- Alexander & Co. (1910). Alexander & Co.'s Hub Coin Book (ط. 17th). Boston, Massachusetts: Alexander & Co. مؤرشف من الأصل في 2024-12-26.
- Beety، John Dale (2013). "The 1804 Dollar—An Introduction to the 'King of American Coins'". The Mickley–Hawn–Queller Class I Original 1804 Dollar, PR62 From the Greensboro Collection, Part IV (PDF) (PDF). Dallas, Texas: Heritage Numismatic Auctions. مؤرشف من الأصل (PDF) في 2025-01-20.
- Bowers، Q. David (1999). The Rare Silver Dollars Dated 1804 and the Exciting Adventures of Edmund Roberts. Wolfeboro, New Hampshire: Bowers and Merena Galleries. ISBN:0-943161-82-7.
- Breen، Walter (1988). Walter Breen's Complete Encyclopedia of U.S. and Colonial Coins. New York, New York: Doubleday. ISBN:978-0-385-14207-6.
- Eckfeldt، Jacob R.؛ DuBois، William E. (1842). A Manual of Gold and Silver Coins of All Nations, Struck Within the Past Century. Philadelphia, Pennsylvania: C. Sherman. مؤرشف من الأصل في 2024-05-14.
- Frossard، Edouard (1 أكتوبر 1891). Alfred Trumble (المحرر). "The U.S. Mint Collection". The Collector. New York, New York. ج. II ع. 19. مؤرشف من الأصل في 2024-05-14.
- Ganz، David L. (2010). Rare Coin Investing. Iola, Wisconsin: Krause Publications. ISBN:978-1-4402-1358-8.[وصلة مكسورة]
- Julian، R.W. (1993). Bowers، Q. David (المحرر). Silver Dollars & Trade Dollars of the United States. Wolfeboro, New Hampshire: Bowers and Merena Galleries. ISBN:0-943161-48-7.
- Lowrie، Walter؛ Clarke، Matthew St. Clair، المحررون (1832). American State Papers. Washington, D.C.: Gales and Seaton. ج. VI. مؤرشف من الأصل في 2024-05-14.
- Marvin، William T.؛ Low، Lyman H.، المحررون (يناير 1904). "The 1804 Dollar Again". American Journal of Numismatics. Boston, Massachusetts. ج. XXXVIII ع. 3. مؤرشف من الأصل في 2024-12-27.
- McIlvaine، Arthur D. (1941). The Silver Dollars of the United States of America. New York, New York: الجمعية الأمريكية لعلم العملات. مؤرشف من الأصل في 2024-12-26.
- Newman، Eric P.؛ Bressett، Kenneth E. (2009). The Fantastic 1804 Dollar (ط. Tribute). Racine, Wisconsin: Whitman Publishing. ISBN:978-0-7948-2829-5.
- Nexsen، John A. (1891). "The 1804 Dollar". American Journal of Numismatics. Boston, Massachusetts: Boston Numismatic Society. ج. XXV. مؤرشف من الأصل في 2024-05-14.
- Nexsen، John A. (1905). "The 1804 Dollar". American Journal of Numismatics. Boston, Massachusetts: Boston Numismatic Society. ج. XXXIX. مؤرشف من الأصل في 2024-05-16.
- Numismatic News (28 يونيو 2012). "Cracking Down on Fakes". NumisMaster. Krause Publications. مؤرشف من الأصل في 2015-04-02. اطلع عليه بتاريخ 2015-02-28.
- Rochette، Ed (25 مايو 1997). "$1.8 Million Silver Dollar No 'Saigon Copy'". بوفالو نيوز. مؤرشف من الأصل في 2015-04-02. (الاشتراك مطلوب)
- Roberts، Edmund (1837). Embassy to the Eastern Courts of Cochin-China, Siam, and Muscat. New York, NY: Harper & Brothers.
- Ruddy، James F. (2005). Photograde: Official Photographic Grading Guide for United States Coins (ط. 19th). Irvine, California: Bowers and Merena Galleries, Inc. ISBN:0-9742371-5-9. مؤرشف من الأصل في 2024-05-14.
- Treasury Department, Bureau of the Mint (1897). Laws of the United States Relating to the Coinage. Washington, D.C.: مكتب النشر لحكومة الولايات المتحدة. مؤرشف من الأصل في 2023-11-03.
- Trumble، Alfred، المحرر (15 يناير 1892). "That 1804 Dollar". The Art Collector. New York, New York. ج. III ع. 6. مؤرشف من الأصل في 2024-05-14.
- United States Congress (2 أبريل 1792). "Act of April 2, 1792" (PDF). دار السك الأمريكية. مؤرشف من الأصل (PDF) في 2015-02-22. اطلع عليه بتاريخ 2015-02-06.
- United States Congress (9 فبراير 1793). "Act of February 9, 1793" (PDF). دار السك الأمريكية. مؤرشف من الأصل (PDF) في 2015-02-22. اطلع عليه بتاريخ 2015-02-06.
- Yeoman، R.S. (2008). Kenneth Bressett (المحرر). A Guide Book of United States Coins (ط. 62nd). Atlanta, Georgia: Whitman Publishing. ISBN:978-0-7948-2491-4.